# Trački jezici
Trački jezici, ogranak indoeuropskih jezika, ponekad klasificiran u širu tračko-ilirsku skupinu.
Obuhvaća svega dva izumrla jezika, trački i dački, kojim su govorila stoimena plemena na području Rumunjske, Moldavije, Grčke i Bugarske, odnsno zemlčjopisno između Karpata, Egejskog mora, Crnog mora te Vardara i Morave.